# Ponerorchis
Genre
Classification phylogénétique
Ponerorchis est un genre de la famille des Orchidaceae, de la sous-famille des Orchidoideae, comptant 18 espèces d'orchidées terrestres d'Asie
Ce genre peut être rattaché au genre Habenaria.

## Synonymes
- Habenaria Willd. 1805

## Liste d'espèces
1. Ponerorchis brevicalcarata (Finet) Soó, Acta Bot. Acad. Sci. Hung. 12: 353 (1966).
2. Ponerorchis chidorii (Makino) Ohwi, Acta Phytotax. Geobot. 5: 145 (1936).
3. Ponerorchis chrysea (W.W.Sm.) Soó, Acta Bot. Acad. Sci. Hung. 12: 353 (1966).
4. Ponerorchis chusua (D.Don) Soó, Acta Bot. Acad. Sci. Hung. 12: 352 (1966).
5. Ponerorchis crenulata Soó, Acta Bot. Acad. Sci. Hung. 12: 353 (1966).
6. Ponerorchis curtipes (Ohwi) J.M.H.Shaw, Orchid Rev. 111(1253): 78 (2003).
7. Ponerorchis graminifolia Rchb.f., Linnaea 25: 228 (1852).
8. Ponerorchis hemipilioides (Finet) Soó, Acta Bot. Acad. Sci. Hung. 12: 353 (1966).
9. Ponerorchis hui (Tang & F.T.Wang) Soó, Acta Bot. Acad. Sci. Hung. 12: 353 (1966).
10. Ponerorchis joo-iokiana (Makino) Soó, Acta Bot. Acad. Sci. Hung. 12: 352 (1966).
11. Ponerorchis kiraishiensis (Hayata) Ohwi, Acta Phytotax. Geobot. 5: 146 (1936).
12. Ponerorchis kurokamiana (Hatus. & Ohwi) J.M.H.Shaw, Orchid Rev. 111: 78 (2003).
13. Ponerorchis limprichtii (Schltr.) Soó, Acta Bot. Acad. Sci. Hung. 12: 353 (1966).
14. Ponerorchis nana (King & Pantl.) Soó, Acta Bot. Acad. Sci. Hung. 12: 353 (1966).
15. Ponerorchis puberula (King & Pantl.) Verm., Jahresber. Naturwiss. Vereins Wuppertal 25: 30 (1972).
16. Ponerorchis renzii Deva & H.B.Naithani, Orchid Fl. N.W. Himalaya: 199 (1986).
17. Ponerorchis taiwanensis (Fukuy.) Ohwi, Acta Phytotax. Geobot. 5: 146 (1936).
18. Ponerorchis takasago-montana (Masam.) Ohwi, Acta Phytotax. Geobot. 5: 146 (1936).

## Répartition
Asie: Himalaya, Sibérie, Japon